# Eufrònides (escultor)
Eufrònides (en llatí Euphronides, en grec antic Εὐφρονίδης) fou un escultor grec, contemporani de l'escultor Lisip i d'Alexandre el Gran. Va florir cap a la 114 olimpíada (és a dir l'any 324 aC). L'esmenta Plini el Vell a la seva Naturalis Historia.